# (29451) 1997 RM1
(29451) 1997 RM1  es un asteroide perteneciente al grupo de los asteroides que cruzan la órbita de Marte.
Fue descubierto el 2 de septiembre de 1997 por el equipo del  JPL/GEODSS NEAT desde el observatorio de Haleakala.

## Designación y nombre
Designado provisionalmente como 1997 RM1.

## Características orbitales
(29451) 1997 RM1 está situado a una distancia media del Sol de 2,423 ua, pudiendo alejarse hasta 3,262 ua y acercarse hasta 1,583 ua. Su excentricidad es 0,347 y la inclinación orbital 5,076 grados. Emplea 1377,42 días en completar una órbita alrededor del Sol.
Las próximas aproximaciones a la órbita de Júpiter ocurrirán el 28 de junio de 2025, el 18 de marzo de 2097 y el 4 de noviembre de 2179.

## Características físicas
La magnitud absoluta de (29451) 1997 RM1 es 14,85.